# 石村検校
石村 検校（いしむら けんぎょう、1562年（永禄5年）頃 - 1642年10月17日（寛永19年9月24日））は、安土桃山時代から江戸時代前期にかけて活躍した筝曲作曲家、三味線奏者である。盲目であったとされる。

## 経歴・人物
京都の生まれ。文禄の頃、琉球王国に渡来し三線の技法を学んだ。この頃に現地人と梅津少将（久我通世）の子、梅津石麿との同一人物説があるが不明である。
後に和泉の堺の中小路で琵琶法師となり、三線を改良した三味線を創作し組歌を作曲した。これにより、後に弟子となる虎沢検校らと共に三味線を使った組歌を創始や演奏を行い、一躍名を馳せた。また、同時期に胡弓も学んだとされている。

## 主な作品

### 代表的な組歌
- 『琉球組』- 一説に弟子の虎沢作曲。

### その他の組歌
- 『不詳組』
- 『忍組』
- 『浮世組』

を初め、多くの組歌を作曲したものを「本手組」と呼ばれている。